# Псалом 118
Псалом 118 (у масорецькій нумерації — 119-й) — 118-й псалом Книги псалмів, який починається словами у перекладі Біблії Івана Огієнка: «Блаженні непорочні в дорозі, що ходять Законом Господнім!». Книга псалмів знаходиться в третьому розділі єврейської Біблії «Хетувім» (Писання), і є книгою християнського Старого Завіту. Псалом, який є анонімним, згадується на івриті його початковими словами «Ashrei temimei derech» («щасливі ті, чия дорога досконала»). Латинською мовою псалом відомий як «Beati inmaculati in via qui ambulant in lege Domini».
Цей псалом — псалом-гімн і акровірш, у якому кожен набір із восьми віршів починається з літери єврейського алфавіту. Темою віршів є молитва того, хто любить і живе за Торою, священним законом. Псалми 1, 19 і цей псалом можна назвати «псалмами Закону».
У перекладах Біблії грецькою Септуагінтою та латинською Вульгатою цей псалом має 118-й порядковий номер, у масоретській нумерації — 119-й. Включаючи 176 вірші, цей псалом є найдовшим псалмом, а також найдовшим розділом у Біблії.
Псалом є регулярною частиною єврейської, католицької, православної, лютеранської, англіканської та інших протестантських літургій. Його часто клали на музику. Британський політик Вільям Вілберфорс читав весь псалом, повертаючись із парламенту через Гайд-парк до свого дому.

## Історична передумова і теми
В юдаїзмі псалом 118 має такі назви як «Альфа-Бета» та «Теманья Апін» (арамейською: «вісім облич»).

## Структура

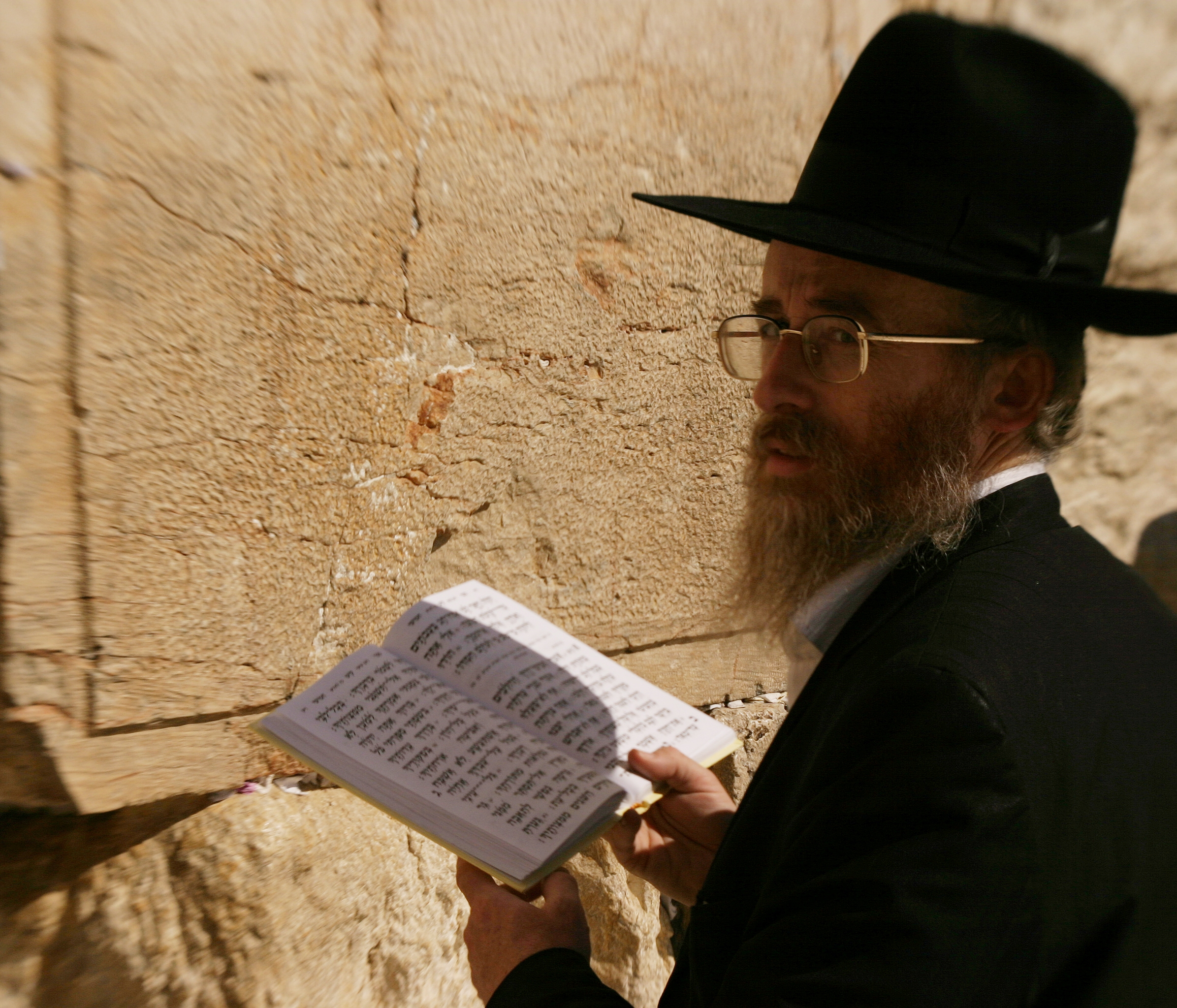
Єврей-харедім читає псалом 118 біля Стіни плачу

Псалом 118 є одним із кількох акровіршів у Біблії. 176 віршів псалому поділені на 22 строфи, по одній для кожного з 22 символів, які складають єврейський алфавіт. У тексті на івриті кожен із восьми віршів кожної строфи починається з однієї єврейської літери. Ця особливість не була збережена в Септуагінті, за винятком того, що багато рукописів позначали на початку кожної строфи назву відповідної єврейської літери (наприклад, ʾалеф перша строфа, остання — тав).
Через таку структуру псалому єврейський алфавіт з'явився в текстах середньовічного та сучасного Заходу.
Кожна з 22 частин по 8 віршів має підзаголовок з назвою літери єврейського алфавіту. Ці підзаголовки пишуться дуже по-різному в різних версіях тексту Біблії, навіть у перекладах різними іноземними мовами. 
Більшість друкованих видань також вказують справжні єврейські літери разом із цими підзаголовками.
| Розділ | іврит лист | Ім'я на івриті | Ім'я на івриті | Вірші  |
| Розділ | іврит лист | УПО (1611)     | Сучасний       | Вірші  |
| ------ | ---------- | -------------- | -------------- | ------ |
| І      | א          | Алеф           | ʾАлеф          | 1–8    |
| II     | ב          | Бет            | Бет            | 9–16   |
| III    | ג          | Гімель         | Гімель         | 17–24  |
| IV     | ד          | Далет          | Далет          | 25–32  |
| V      | ה          | Хе             | Хе             | 33–40  |
| VI     | ו          | Вав (Vav)      | Вав            | 41–48  |
| VII    | ז          | За(й)ін        | Заїн           | 49–56  |
| VIII   | ח          | Хет            | Хет            | 57–64  |
| IX     | ט          | Тет            | Тет            | 65–72  |
| X      | י          | Джод           | Юдх            | 73–80  |
| XI     | כ          | C(h)aph        | Kaf            | 81–88  |
| XII    | ל          | Ламед          | Ламед          | 89–96  |
| XIII   | מ          | Мем            | Мем            | 97–104 |
| XIV    | נ          | Нун            | Нун            | 105–12 |
| XV     | ס          | Самех          | Самех          | 113–20 |
| XVI    | ע          | A(j)in         | ʿАйін          | 121–28 |
| XVII   | פ          | Пе             | Peʾ            | 129–36 |
| XVIII  | צ          | Цадді(к)       | Ṣadheh         | 137–44 |
| XIX    | ק          | Koph           | Quf            | 145–52 |
| XX     | ר          | Res(c)h        | Реш            | 153–60 |
| XXI    | ש          | S(ch)in        | Śin / Шин      | 161–68 |
| XXII   | ת          | Тау (Тав)      | Тав            | 169–76 |

## Літературні особливості
Цей псалом є одним із дюжини алфавітних акровіршів у Біблії. 176 віршів поділено на двадцять дві строфи, по одній строфі на кожну літеру єврейського алфавіту; у кожній строфі кожен із восьми віршів починається (на івриті) цією літерою. Ім'я Бога (Яхве/Єгова) з'являється двадцять чотири рази.
Майже в кожному вірші псалому використовується синонім Тори, наприклад dabar («слово, обітниця»), mishpatim («постанови») тощо. Родд виокремлює 8 таких слів, які зазвичай перекладаються як «закон», «обіцянка», «слово», «статути», «заповіді», «укази», «укази» та «приписи» у Новій переглянутій стандартній версії. Однак він вважає «малоймовірною» можливість, яку досліджують деякі вчені, що всі вісім слів спочатку містилися в кожній строфі.
Форма акровірша та використання слів Тори є основою складної молитви. Підстави для молитви вказані в перших двох строфах (алеф і бет): Тора розглядається як джерело благословення та правильної поведінки, а псалмоспівець обіцяє присвятити себе закону. Власне молитва починається в третій строфі (гімель, вірш 17). Як і багато інших псалмів, ця молитва містить драматичний плач (наприклад, вірші 81–88), радісну хвалу (наприклад, вірші 45–48) і молитви за життя, визволення та виправдання (наприклад, вірші 132–34). Що робить псалом 119 унікальним, так це те, що ці прохання постійно й чітко ґрунтуються на дарі Тори та вірності псалмоспівця їй.
Перший і п'ятий вірші строфи часто висловлюють ту саму тему, за якою слідують заяви про опозицію, страждання чи конфлікт, а останній (восьмий) вірш, як правило, є переходом, який відкриває наступну строфу. До псалому включено кілька десятків молитов, напр «Відкрий мої очі, щоб я побачив чудеса закону Твого». Теми включають протидію з боку людини, страждання, захоплення законом і доброту Бога, які іноді стикаються одна з одною: «Я знаю, о Господи, що закони Твої справедливі, і що через вірність Ти мене упокорив» (в. 75), або «Якби Закон Твій не був моєю втіхою, я б загинув у своїй скорботі» (ст. 92). Він закінчується зверненням до Бога з проханням знайти свого слугу, який заблукав.

## Використання

### Юдаїзм
- Вірш 66 читається до того, як засурмлять у шофар на свято Рош га-Шана.[10]
- Вірш 72 цитується в Піркей авот, розділ 6, №. 9. [11]
- Вірші 89–91 читаються під час благословення перед Шемою на другий день Рош га-Шана.[12]
- Вірш 99 цитується в Піркей авот, розділ 4, №. 1.[13]
- Вірш 108 читається до того, як засурмлять у шофар на Рош га-Шана. [10]
- Вірш 122 читається перед засурмленням у шофар на Рош га-Шана.[10]
- Вірш 142 є частиною Uva Letzion[14] і Tzidkatcha.[15]
- Частини віршів 153–54 містять благословення Re'eh буднього дня Amidah.[16]
- Вірш 160 читається до того, як засурмлять у шофар на Рош га-Шана.[10]
- Вірш 162 читається до того, як засурмлять у шофар на Рош га-Шана.[10]
- Вірш 165 є частиною Берахоса 64а Талмуду.[17]
- Вірші 166, 162 і 165 читаються в такому порядку мохелем на брит-мила.[18]

### Східне православ'я

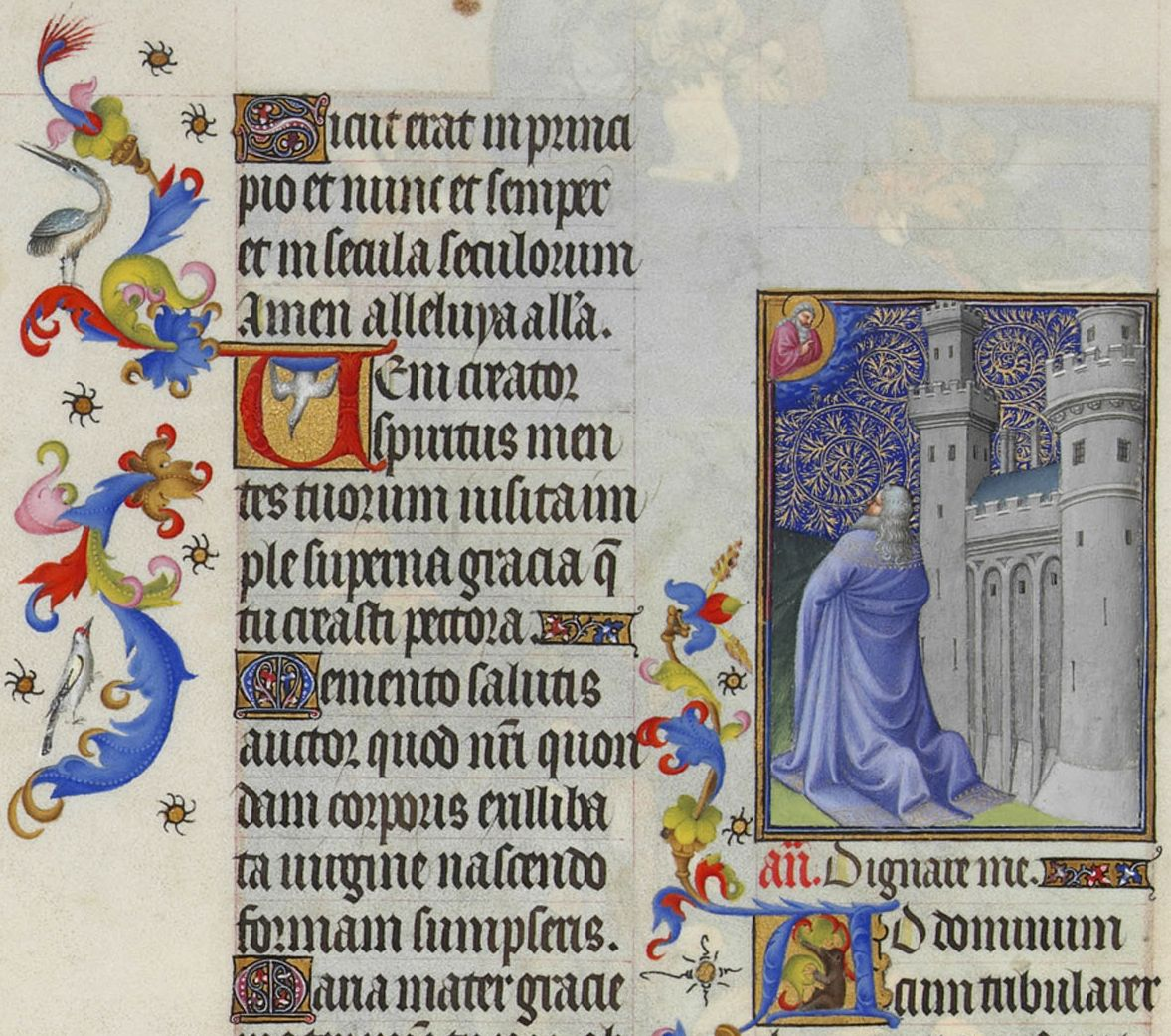
Розкішний часослов герцога Беррійського, Фолія 49r – Давид звільняє в'язнів, Музей Конде, Шантії

Псалом (118 у Септуагінті) займає важливе місце в богослужінні Східної православної церкви. Існує традиція, згідно з якою цар Давид використовував цей псалом, щоб навчити свого маленького сина Соломона алфавіту — але не лише алфавіту для написання літер: алфавіту духовного життя.
У православній богослужбовій практиці псалом становить цілу кафизму (розділ Псалтиря). У православних монастирях щодня читається на полунощниці «Опівночі я встав, щоб віддати подяку Тобі за суди правди Твоєї» (ст. 62). Його читають на утрені по суботах, а також співають по неділях протягом року. Основна частина утрені у Велику Суботу складається з оспівування цілого псалма як тринодію, поділеного на три частини (стасиси) з похвалами (грец. Enkomia), вставленими між кожним віршем. Цей спів виконується, коли всі стоять зі свічками навколо катафалку, над яким поміщено плащаницю (саван, вишитий з тілом Хримта, викладений для поховання).
Псалом також співається з особливою урочистістю на православних панахидах і в різні задушні дні, що відбуваються протягом року, з співом «Алилуя» між кожним віршем. «Алилуя» співається між віршами, щоб позначити перемогу над смертю, здійснену смертю та воскресінням Христа, і вічну нагороду, обіцяну вірним.
Псалом містить кілька десятків молитов і охоплює кілька тем. Божа доброта посеред скорботи і насолода Божим законом. Бог суверенно «схиляє серце», а псалмоспівець «схиляє своє серце» до законів.

### Латинська церковна літургія

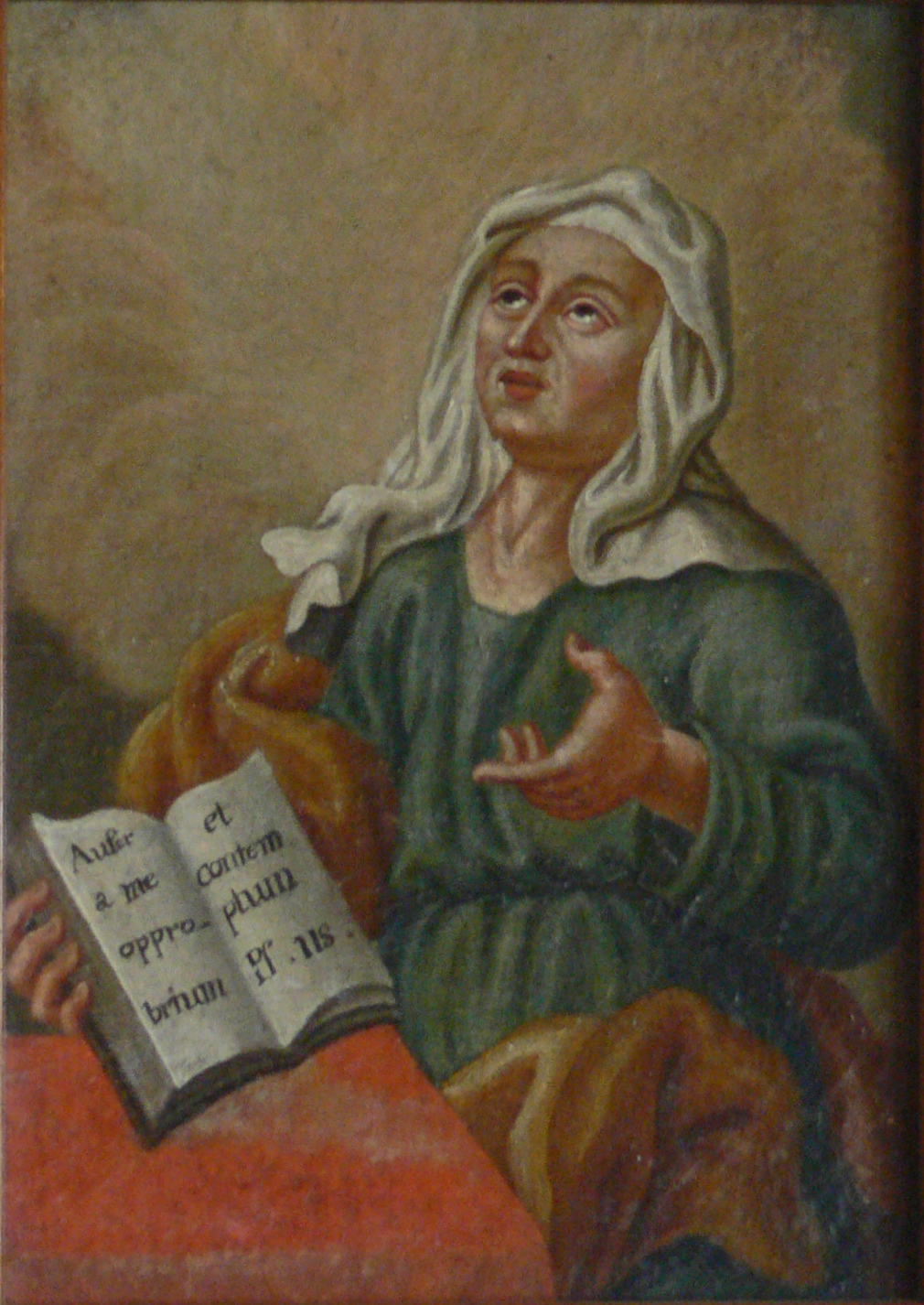
Розпис на реверсі скла із зображенням жінки, яка молиться Псалом 119 (118):22, Aufer a me opprobrium et contemptum («Забери від мене глузування та зневагу»)

Згідно Статуту Бенедикта цей псалом відноситься до чотирьох малих канонічних годин у неділю та трьох у понеділок. Розділи, що відповідають першим чотирьом літерам 22-літерного єврейського алфавіту, використовуються в Prime, наступні набори з трьох розділів у Terce, Sext і None по неділях. Решта розділів, що відповідають останнім дев'яти літерам єврейського алфавіту, призначаються терці, сексту та жодній по понеділках.
Римський бревіарій папи Пія V 1568 року містить псалом 118, який читається повністю щодня: розділи, що відповідають першим чотирьом літерам єврейського алфавіту в Prime, а інші в наборах по шість розділів кожен у Terce, Sext і None відповідно.
Після реформі Римського бревіарію 1910 року Папою Пієм X псалом 118 читається лише по неділях, розділений, як і у розпорядженні Пія V.
Після реформи літургії римського обряду після Другого Ватиканського Собору Літургія годин містить розділ 118 псалому, який відповідає одній літері єврейського алфавіту, в канонічній годині полудня кожного дня з чотирьохтижневого циклу, за винятком понеділка першого тижня (коли замість нього використовується друга половина схожого за темою псалмому 19 (18) і п'ятниці третього тижня (коли використовується страсний псалом 22 (21)). Крім того, частина псалому 118 використовується на суботніх лаудах на 1 і 3 тижні, а інша частина на вечірні суботи першого тижня.
У Месі римського обряду частини псалому 118 використовуют як респонсориальний псалом у 6-ту і 17-у неділю року А трирічного циклу недільних читань, у суботу першого тижня Великого посту та в третій понеділок Великоднього дня. Він також використовується в п'ять днів року I дворічного циклу звичайних читань днів тижня і в п'ятнадцять днів року II.  Частина також використовується на свято Учителя Церкви.

### Книга Загальних Молитв
У «Книзі спільних молитов» Англіканської церкви цей псалом призначено для читання розділами між 24-м і 26-м днями місяця. 

## Використання в музиці

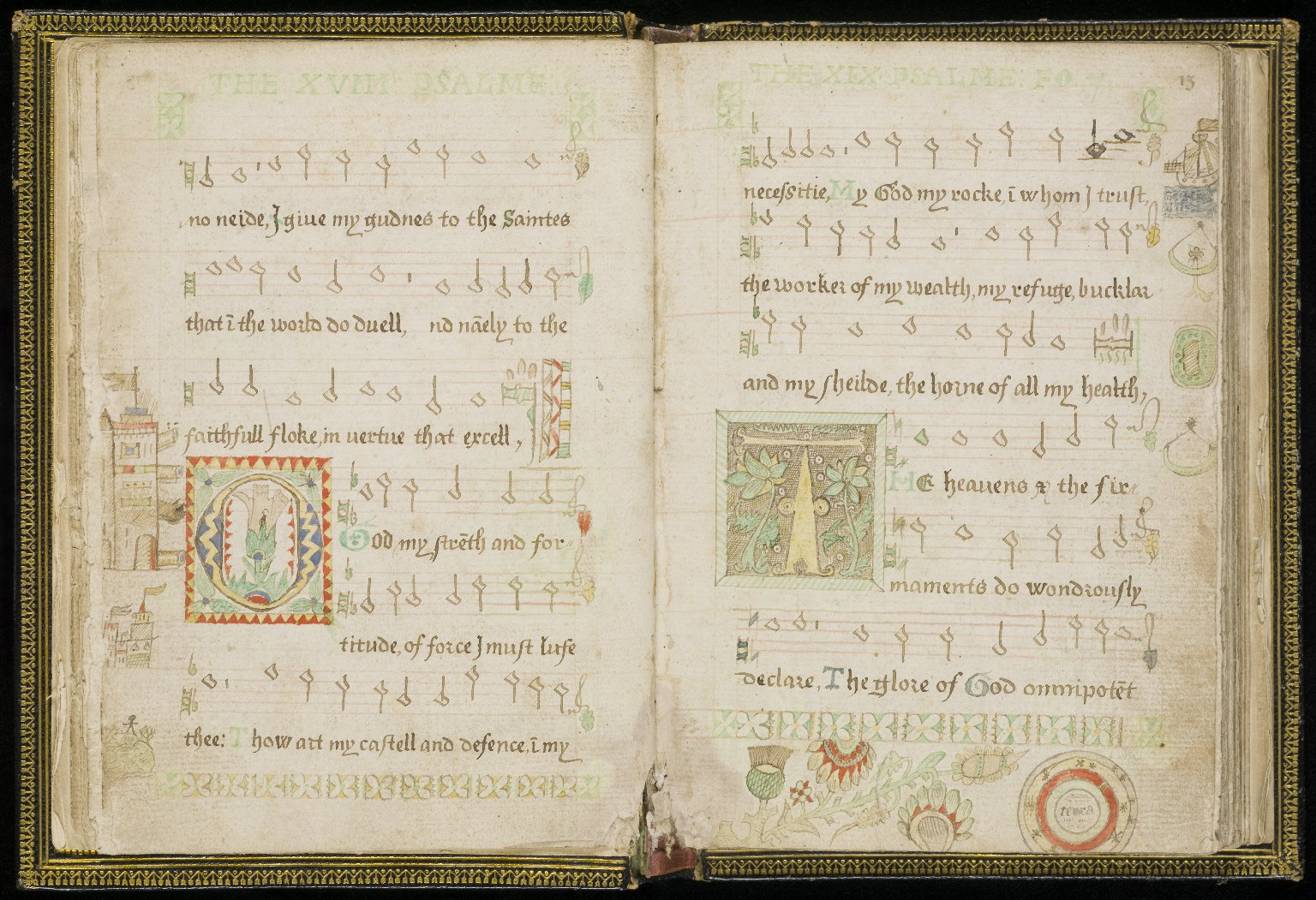
«О Боже, моя сила та мужність» у Шотландському псалтирі XVI століття

- Псалом 118:1 поклав на музику Чарльз Вільєрс Стенфорд у « Трьох латинських мотетах», ор. 38.
- Псалом 118:18 надихнув Клару Г. Скотт на створення гімну «Відкрий мої очі, щоб я побачила».[25]
- Псалом 118:33–38 був покладений на музику Вільямом Бердом «Навчи мене, Господи».
- Псалом 118:57–64 був покладений на музику Робертом Вайтом (композитор) Portio mea Domine.
- Псалом 118:89 є популярною нігерійською піснею хвали.
- Псалом 118:105 був покладений на музику Емі Грант «Твоє слово» в альбомі «Straight Ahead» 1984 року.
- Псалом 118:105–111 був покладений на музику Генрі Перселлом «Твоє слово — ліхтар».
- Псалом 118:1–176 був закінчений у 1671 році Генріхом Шютцем.
- Псалом 118:18, 36 і 133 «Відкрий мої очі» Джона Раттера. У виконанні The Cambridge Singers на «Gloria» та інших альбомах.
- Чеський композитор Антонін Дворжак поклав на музику вірші 114, 117, 119 і 120 у своїх «Біблійних піснях» (1894).

У протестантському християнстві були опубліковані різні метричні обробки псалому 118, у тому числі «О Боже, моя сила та мужність» Томаса Стернхолда, який з'явився в Шотландському Псалтирі 1564 року. Псалом покладено на музику в «Книзі псалмів для поклоніння», опублікованій Crown and Covenant Publications.